# لیل-دانتیکوستی، کبک
لیل-دانتیکوستی (به فرانسوی: L'Île-d'Anticosti) شهری در منطقه شهری منگانی ناحیه کوت-نور در استان کبک کانادا است. در سرشماری سال ۲۰۱۱ این شهر ۲۶۳ نفر جمعیت داشته‌است و مساحت آن ۷٬۹۲۳٫۱۶ کیلومتر مربع است.